# Wladimir Reznitschenko
Wladimir Reznitschenko, född den 27 juli 1965 i Almata, Kazakiska SSR, Sovjetunionen är en sovjetisk och tysk fäktare som tog OS-guld i herrarnas lagtävling i värja i samband med de olympiska fäktningstävlingarna 1992 i Barcelona.